# Wartmannstetten
Wartmannstetten – gmina targowa w Austrii, w kraju związkowym Dolna Austria, w powiecie Neunkirchen. Według Austriackiego Urzędu Statystycznego liczyła 1 593 mieszkańców (1 stycznia 2014).